# Ilona Ussowitsch

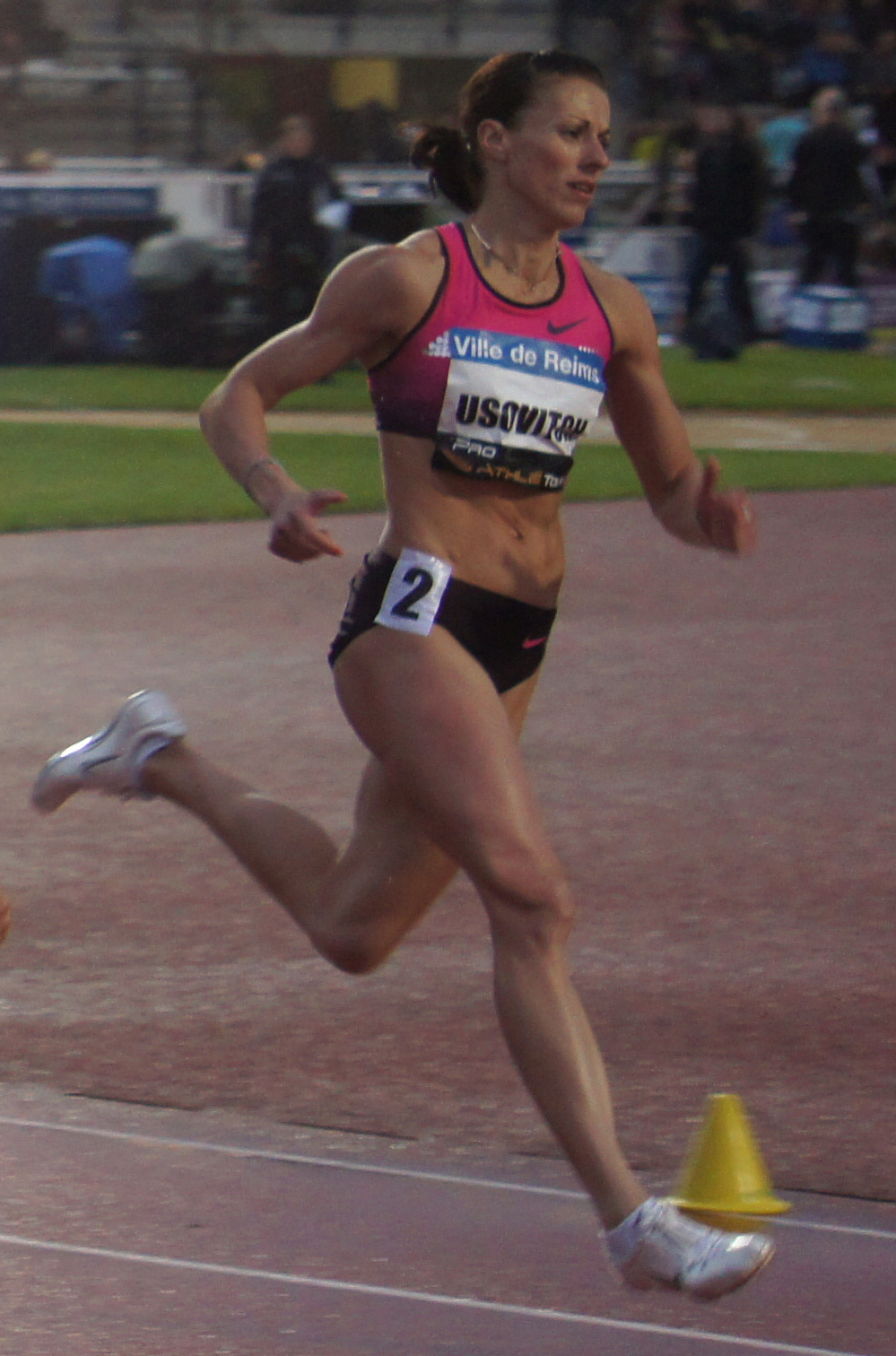
Ilona Ussowitsch (2013)

Ilona Ussowitsch (belarussisch Ілона Усовіч, englisch Ilona Usovich; * 14. November 1982 in Tscherwen) ist eine belarussische Sprinterin, die sich auf den 400-Meter-Lauf spezialisiert hat.
Wie ihre ältere Schwester Swjatlana Ussowitsch besuchte sie die nationale Sportschule in Minsk und wurde dann von Igor Sacharewitsch trainiert. Bei den Leichtathletik-Hallenweltmeisterschaften 2004 in Budapest gehörten beide Schwestern zur belarussischen Staffel, die Silber in der 4-mal-400-Meter-Staffel gewann.
Im selben Jahr verpasste sie bei den Olympischen Spielen in Athen mit der belarussischen Mannschaft knapp den Einzug ins Finale der 4-mal-400-Meter-Staffel. 2005 wurde sie Vierte bei den Halleneuropameisterschaften in Madrid und erreichte das Halbfinale bei den Weltmeisterschaften in Helsinki. 2006 gewann sie bei den Hallenweltmeisterschaften in Moskau Bronze in der 4-mal-400-Meter-Staffel. Bei den Europameisterschaften in Göteborg wurde sie Fünfte im Einzelwettbewerb und gewann Silber in der Staffel.
Im Jahr darauf folgten bei den Halleneuropameisterschaften in Birmingham Silber im Einzelwettkampf und Gold in der Staffel und bei den Weltmeisterschaften in Osaka ein siebter Platz über 400 m und ein fünfter Platz in der Staffel.
2008 wurde sie bei den Großereignissen lediglich in der Staffel eingesetzt: Bei den Hallenweltmeisterschaften in Valencia gewann sie mit der belarussischen Mannschaft Silber, bei den Olympischen Spielen 2008 in Peking kam sie auf den dritten Platz.

## Persönliche Bestzeiten
- 400 m: 50,31 s, 27. August 2007, Osaka
  - Halle: 51,00 s, 3. März 2007, Birmingham
- 800 m: 1:59,38 min, 21. Mai 2011, Brest
  - Halle: 2:02,94 min, 27. Januar 2007, Mahiljou